# Handelsråd
Handelsråd är en titel för högre tjänstemän vid Sveriges beskickningar i somliga större länder. Deras uppgift är att främja svenska handelsintressen i landet.